# Zgrada II. zasjedanja ZAVNOBIH-a
Zgrada II zasjedanja ZAVNOBIH-a nalazila se u užem središtu Sanskog Mosta, Bosna i Hercegovina. Od 30. lipnja do 2. srpnja 1944. godine u zgradi je održano Drugo zasjedanje ZAVNOBiH-a. Proglašena je za nacionalni spomenik Bosne i Hercegovine, a povjerenstvo je donijelo odluku od 26. do 28. ožujka 2012. u sljedećem sastavu: Zeynep Ahunbay, Martin Cherry, Amra Hadžimuhamedović (predsjedavajuća), Dubravko Lovrenović i Ljiljana Ševo.

## Vanjske poveznice
- ZAPISNIK DRUGOG ZASJEDANJA ZAVNOBiH-a
- Gdje je zasjedao ZAVNOBiH